# 200 mètres féminin aux Jeux olympiques d'été de 1984 (athlétisme)
Pour un article plus général, voir Athlétisme aux Jeux olympiques d'été de 1984.
Navigation
Moscou 1980 Séoul 1988
L'épreuve du 200 mètres féminin aux Jeux olympiques de 1984 s'est déroulée les 8 et 9 août 1984 au Memorial Coliseum de Los Angeles, aux  États-Unis. Elle est remportée par l'Américaine Valerie Brisco-Hooks qui établit un nouveau record olympique en 21 s 81.

## Faits marquants
36 concurrentes représentant 21 nations participent à l'épreuve.
La Jamaïcaine Merlene Ottey-Page, victorieuse aux Jeux du Commonwealth de 1982, est favorite de l'épreuve en l'absence de la détentrice du record du monde, l'Allemande de l'Est Marita Koch privée de Jeux tout comme ses compatriotes Bärbel Wöckel et Marlies Göhr. Mais les demi-finales sont remportées par les Américaines. Dans la première, Florence Griffith réalise 22 s 27 et gagne avec 3 mètres d'avance sur Ottey-Page, chronométrée en 22 s 57. Dans la deuxième, c'est Valerie Brisco-Hooks qui s'impose en 22 s 26, suivie de la Jamaïcaine Grace Jackson (22 s 32) et de la Britannique Kathy Cook (22 s 38).
Lors de la finale, Florence Griffith est en tête dans le virage, devant Merlene Ottey-Page et Valerie Brisco-Hooks. Cette dernière, spécialiste du 400 mètres, fait la différence dans les 50 derniers mètres et franchit la ligne en 21 s 81, à 10 centièmes du record du monde.
Elle est la première à réaliser le doublé 200/400 m lors des mêmes Jeux et établit un record continental. Elle est suivie de Griffith qui termine à 2 mètres, et d'Ottey-Page qui conserve un centième d'avance sur Cook.

## Records avant compétition
Avant cette compétition, les records dans cette discipline étaient les suivants : 
| Record du monde  | Marita Koch (GDR)   | 21 s 71 | Karl-Marx-Stadt Potsdam | 10 juin 1979 21 juillet 1984 |
| Record olympique | Bärbel Wöckel (GDR) | 22 s 03 | Moscou                  | 30 juillet 1980              |

## Résultats

### Séries
Les 5 premières de chaque série et les 2 meilleurs temps parmi les autres concurrentes se qualifient pour les quarts de finale.

### Quarts de finale
Les 4 premières de chaque série se qualifient pour les demi-finales.
| Rang | Athlète              | Pays                | Temps   | Notes |
| ---- | -------------------- | ------------------- | ------- | ----- |
| 1    | Rose-Aimée Bacoul    | France              | 22 s 57 | Q     |
| 1    | Valerie Brisco-Hooks | États-Unis          | 22 s 78 | Q     |
| 3    | Angela Bailey        | Canada              | 22 s 97 | Q     |
| 4    | Pauline Davis        | Bahamas             | 22 s 97 | Q, SB |
| 5    | Sandra Whittaker     | Grande-Bretagne     | 22 s 98 | PB    |
| 6    | Janet Burke          | Jamaïque            | 23 s 56 |       |
| 7    | Françoise M'Pika     | République du Congo | 24 s 97 |       |
|      | Angela Williams      | Trinité-et-Tobago   | DNS     |       |

| Rang | Athlète                   | Pays                 | Temps   | Notes |
| ---- | ------------------------- | -------------------- | ------- | ----- |
| 1    | Merlene Ottey-Page        | Jamaïque             | 22 s 53 | Q     |
| 2    | Liliane Gaschet           | France               | 22 s 87 | Q     |
| 3    | Kathy Cook                | Grande-Bretagne      | 23 s 02 | Q     |
| 4    | Marisa Masullo            | Italie               | 23 s 19 | Q     |
| 5    | Michaela Schabinger       | Allemagne de l'Ouest | 23 s 84 |       |
| 6    | Mo Myeong-Hui             | Corée du Sud         | 24 s 70 |       |
| 7    | Christa Schumann-Lottmann | Guatemala            | 24 s 90 |       |
| 8    | Nzaeli Kyomo              | Tanzanie             | 25 s 11 |       |

| Rang | Athlète         | Pays                      | Temps   | Notes |
| ---- | --------------- | ------------------------- | ------- | ----- |
| 1    | Grace Jackson   | Jamaïque                  | 22 s 52 | Q     |
| 2    | Randy Givens    | États-Unis                | 22 s 81 | Q     |
| 3    | Els Vader       | Pays-Bas                  | 23 s 31 | Q     |
| 4    | Ruth Waithera   | Kenya                     | 23 s 37 | Q, NR |
| 5    | Raymonde Naigre | France                    | 23 s 54 |       |
| 6    | Teresa Rioné    | Espagne                   | 23 s 78 |       |
| 7    | Elanga Buala    | Papouasie-Nouvelle-Guinée | 24 s 87 |       |
| 8    | Amie N'Dow      | Gambie                    | 25 s 24 |       |

| Rang | Athlète           | Pays                   | Temps   | Notes |
| ---- | ----------------- | ---------------------- | ------- | ----- |
| 1    | Florence Griffith | États-Unis             | 22 s 33 | Q     |
| 2    | Joan Baptiste     | Grande-Bretagne        | 23 s 11 | Q     |
| 3    | Heide-Elke Gaugel | Allemagne de l'Ouest   | 23 s 19 | Q     |
| 4    | Helinä Marjamaa   | Finlande               | 23 s 51 | Q     |
| 5    | Semra Aksu        | Turquie                | 24 s 03 |       |
| 6    | Ruth Enang Mesode | Cameroun               | 24 s 25 |       |
| 7    | Divina Estrella   | République dominicaine | 24 s 98 |       |
|      | Emma Tahapary     | Indonésie              | DNS     |       |

### Demi-finales
Les 4 premières de chaque série se qualifient pour la finale.
| Rang | Athlète            | Pays            | Temps   | Notes |
| ---- | ------------------ | --------------- | ------- | ----- |
| 1    | Florence Griffith  | États-Unis      | 22 s 27 | Q     |
| 2    | Merlene Ottey-Page | Jamaïque        | 22 s 57 | Q     |
| 3    | Randy Givens       | États-Unis      | 22 s 69 | Q     |
| 4    | Liliane Gaschet    | France          | 22 s 73 | Q, PB |
| 5    | Joan Baptiste      | Grande-Bretagne | 22 s 86 |       |
| 6    | Helinä Marjamaa    | Finlande        | 23 s 12 | SB    |
| 7    | Els Vader          | Pays-Bas        | 23 s 43 |       |
| 8    | Ruth Waithera      | Kenya           | 23 s 45 |       |

| Rang | Athlète              | Pays                 | Temps   | Notes |
| ---- | -------------------- | -------------------- | ------- | ----- |
| 1    | Valerie Brisco-Hooks | États-Unis           | 22 s 28 | Q     |
| 2    | Grace Jackson        | Jamaïque             | 22 s 32 | Q, PB |
| 3    | Kathy Cook           | Grande-Bretagne      | 22 s 38 | Q     |
| 4    | Rose-Aimée Bacoul    | France               | 22 s 53 | Q, NR |
| 5    | Angela Bailey        | Canada               | 22 s 75 | SB    |
| 6    | Marisa Masullo       | Italie               | 22 s 88 |       |
| 7    | Heide-Elke Gaugel    | Allemagne de l'Ouest | 23 s 02 |       |
| 8    | Pauline Davis        | Bahamas              | 23 s 02 |       |

### Finale
| Rang               | Athlète              | Pays        | Temps   | Notes  |
| ------------------ | -------------------- | ----------- | ------- | ------ |
| Médaille d'or      | Valerie Brisco-Hooks | États-Unis  | 21 s 81 | OR, AR |
| Médaille d'argent  | Florence Griffith    | États-Unis  | 22 s 04 | PB     |
| Médaille de bronze | Merlene Ottey-Page   | Jamaïque    | 22 s 09 | NR     |
| 4                  | Kathy Cook           | Royaume-Uni | 22 s 10 | NR     |
| 5                  | Grace Jackson        | Jamaïque    | 22 s 20 | PB     |
| 6                  | Randy Givens         | États-Unis  | 22 s 36 | SB     |
| 7                  | Rose-Aimée Bacoul    | France      | 22 s 78 |        |
| 8                  | Liliane Gaschet      | France      | 22 s 86 |        |

## Légende
Records et Performances
- AR : Record continental (area record)
- CR : Record des championnats (championship record)
- MR : Record du meeting (meet record)
- NR : Record national (national record)
- OR : Record olympique (olympic record)
- PR : Record paralympique (paralympic record)
- PB : Record personnel (personal best)
- SB : Meilleure performance personnelle de la saison (season's best)
- WL : Meilleure performance mondiale de l'année (world leader)
- WJR : Record du monde junior (world junior record)
- WR : Record du monde (world record)

Circonstances et Conditions
- DNF : N'a pas terminé (did not finish)
- DNS : N'a pas pris le départ (did not start)
- DQ : Disqualification (disqualification)
- NM : Aucun essai valable enregistré (No Mark)
- Q : Qualifié « directement » au prochain tour (ou à la prochaine compétition), lors d'une compétition majeure, grâce au classement ou à la réalisation des minima (automatic qualifier)
- q : Qualifié au prochain tour (ou à la prochaine compétition), lors d'une compétition majeure, grâce au repêchage ou à la réalisation de l'une des meilleures performances parmi celles des « non qualifiés directement » (grâce au meilleur temps ou à la meilleure distance par exemple) (secondary qualifier)